# گری چپمن (بازیکن فوتبال، زاده۱۹۶۴)
گری چپمن (انگلیسی: Gary Chapman؛ زادهٔ ۱ مهٔ ۱۹۶۴) بازیکن فوتبال اهل بریتانیا است.
از باشگاه‌هایی که در آن بازی کرده‌است می‌توان به باشگاه فوتبال منزفیلد تاون، باشگاه فوتبال دارلینگتون، باشگاه فوتبال ویکفیلد، باشگاه فوتبال تورکی یونایتد، باشگاه فوتبال اکستر سیتی، باشگاه فوتبال نوتس کانتی، و باشگاه فوتبال برادفورد سیتی اشاره کرد.